# Campanula hercegovina
Campanula hercegovina är en klockväxtart som beskrevs av Árpád von Degen och Franz Fiala. Campanula hercegovina ingår i släktet blåklockor, och familjen klockväxter. Inga underarter finns listade i Catalogue of Life.

## Bildgalleri

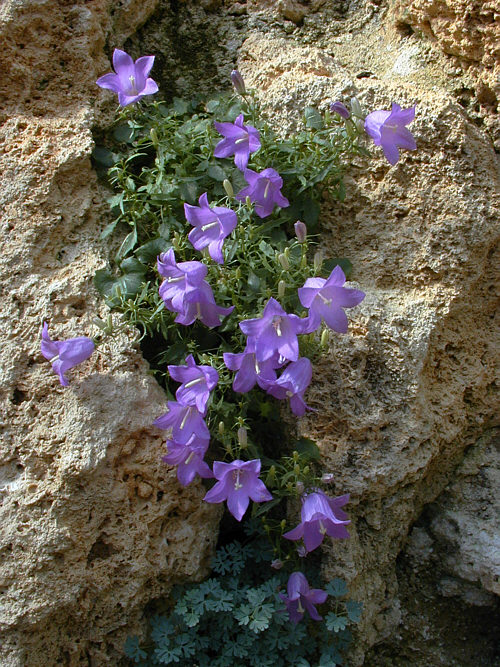